# Fort Washakie

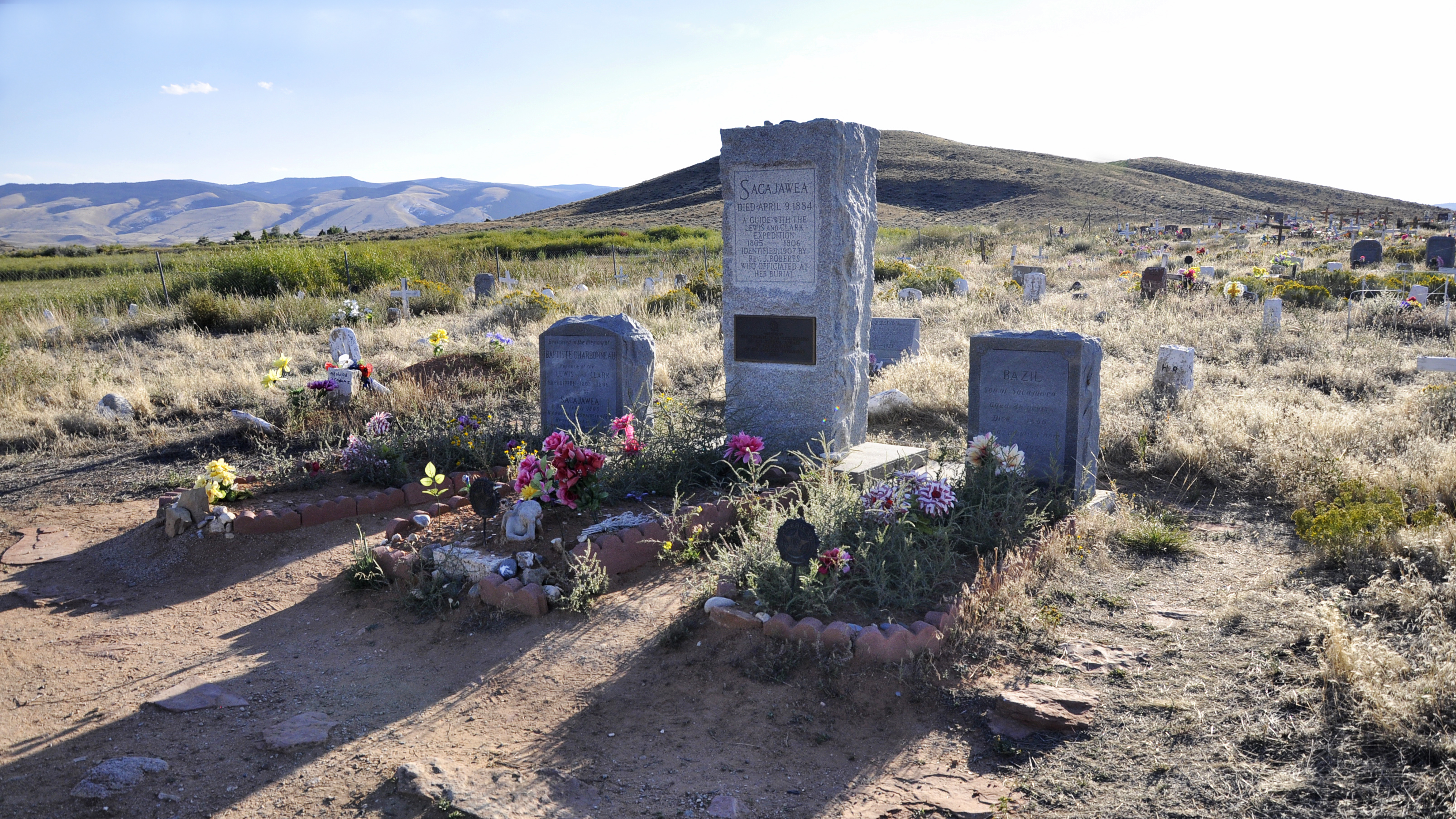
Het graf van Sacagawea in Fort Washakie

Fort Washakie is een plaats (census-designated place) in de Amerikaanse staat Wyoming, en valt bestuurlijk gezien onder Fremont County. De plaats is genoemd naar het belangrijk opperhoofd Washakie.
Op de begraafplaats is het graf te vinden van Sacagawea, die deel uitmaakte van de expeditie van Lewis en Clark bij hun ontdekkingstocht naar het westen van de V.S.

## Galerij

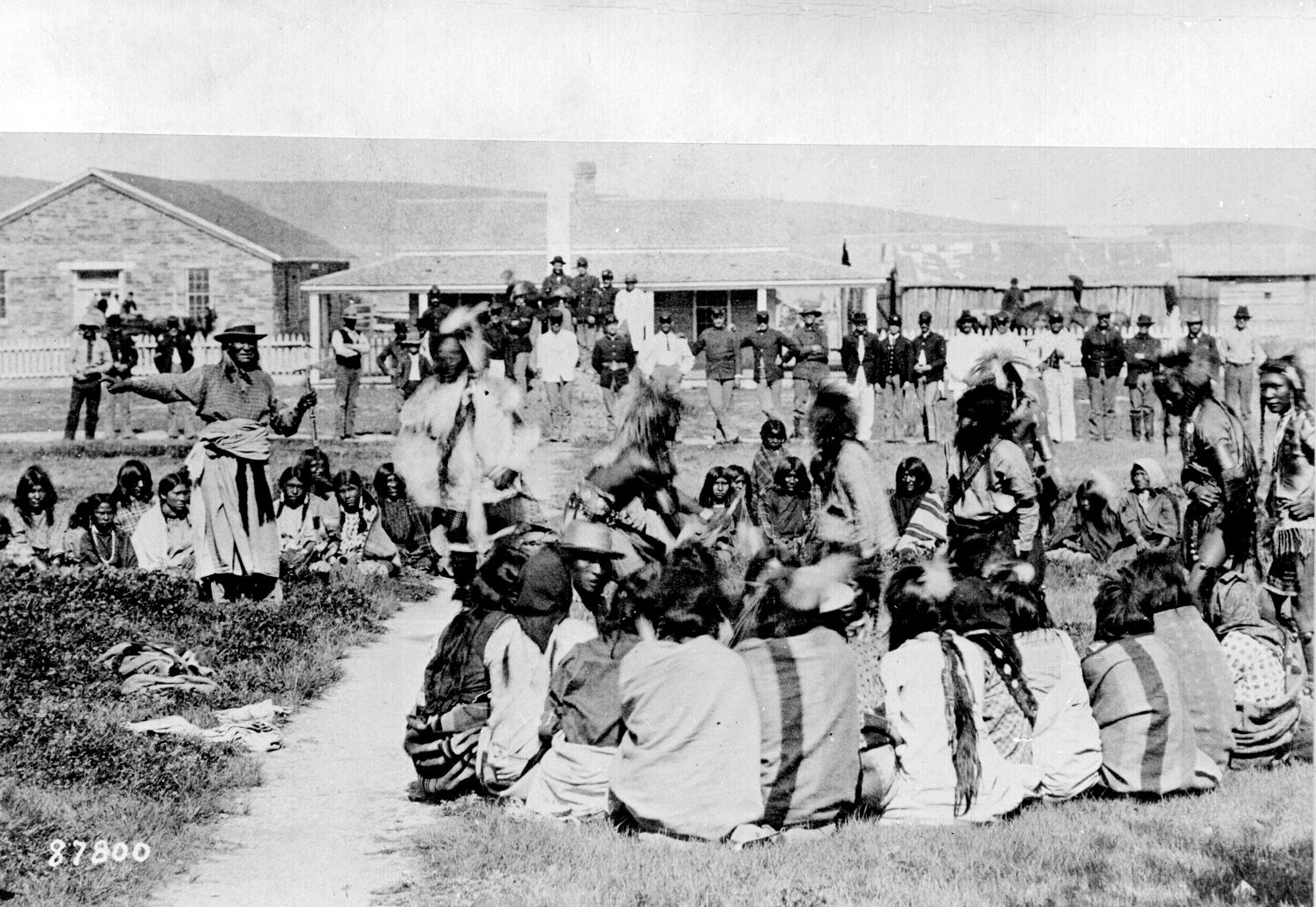
Het Fort Washakie met links Washakie's laatstbekende foto (met gestrekte rechterarm)
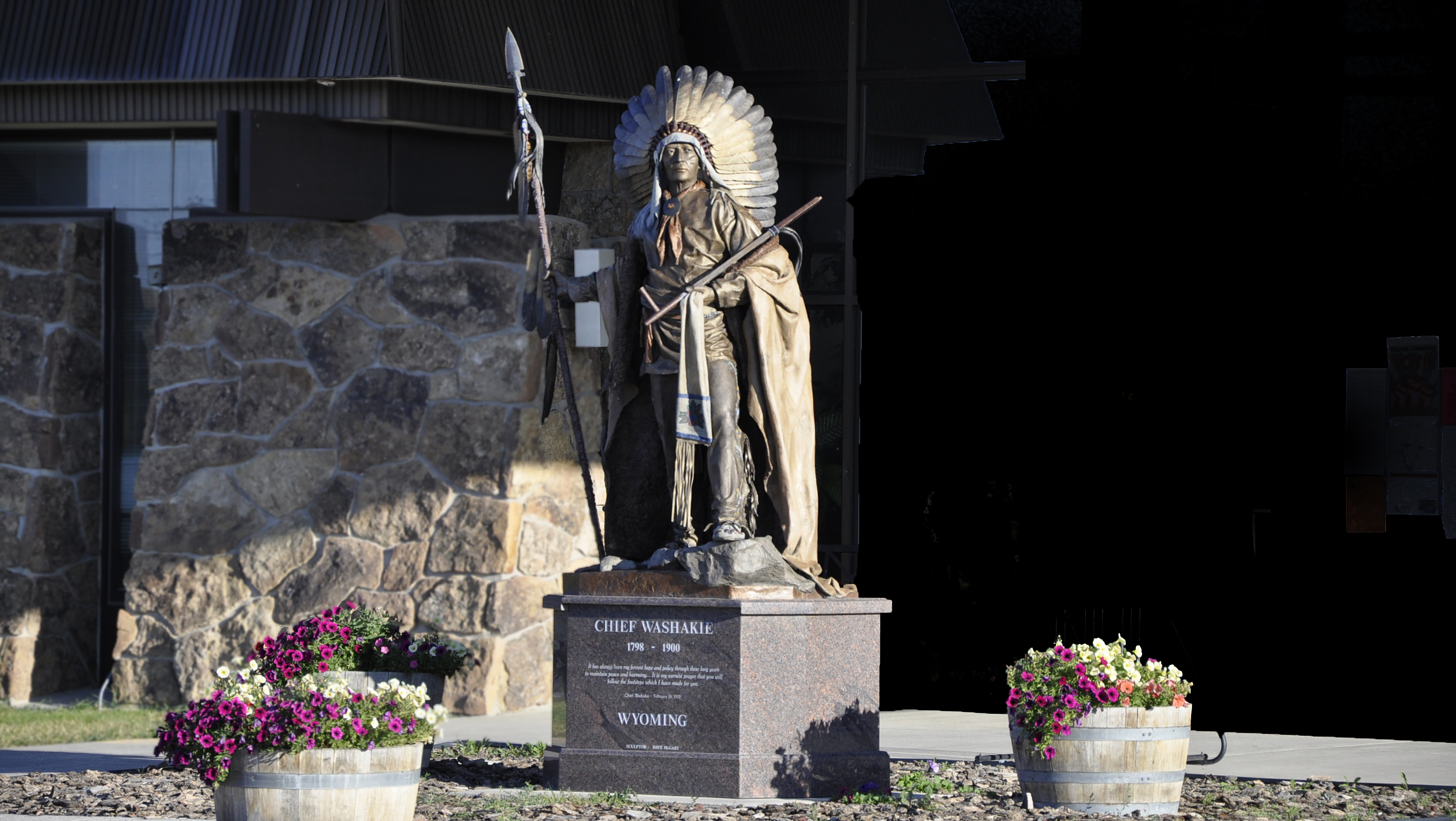
Standbeeld van Washakie
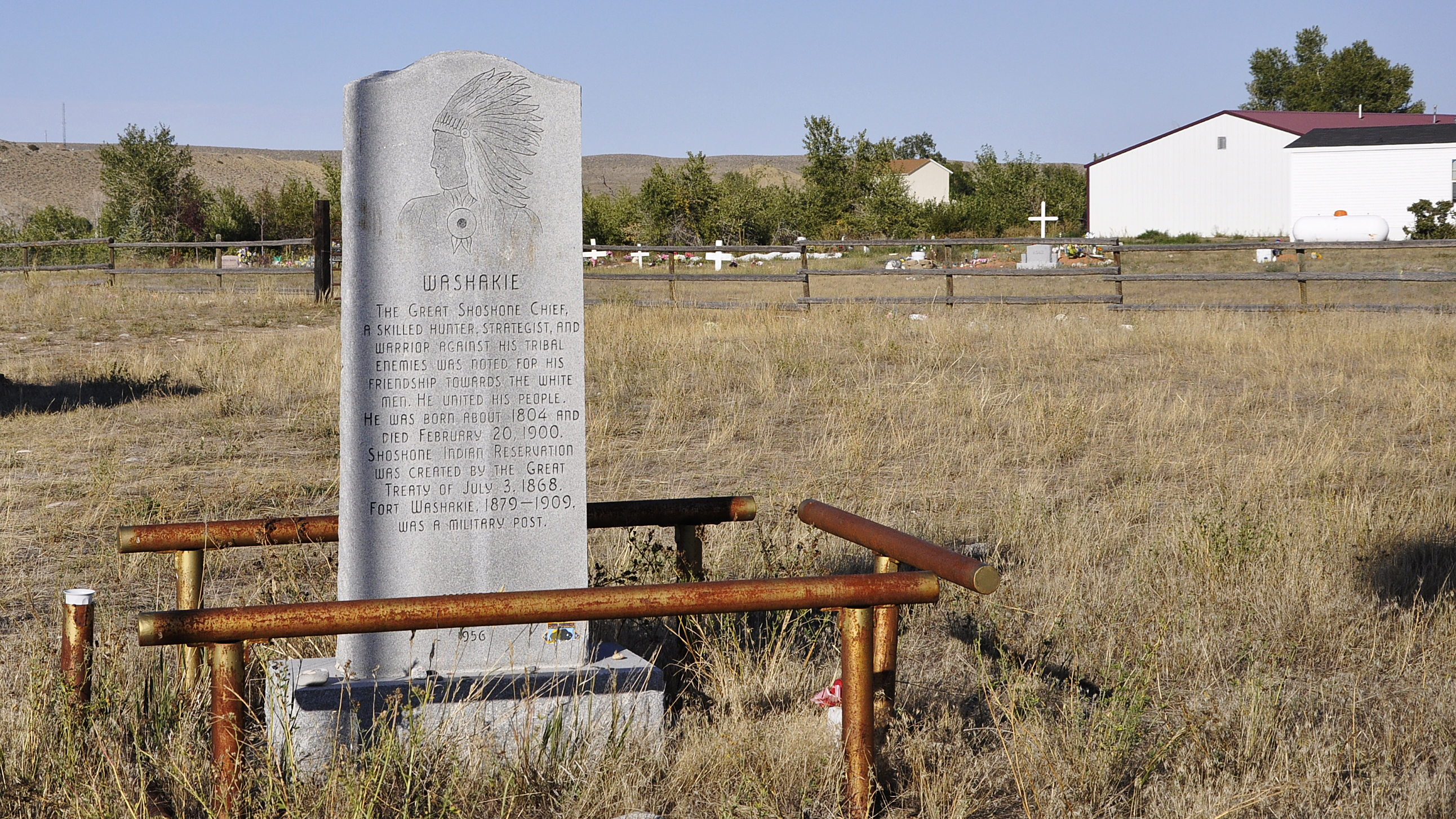
Graf van Washakie
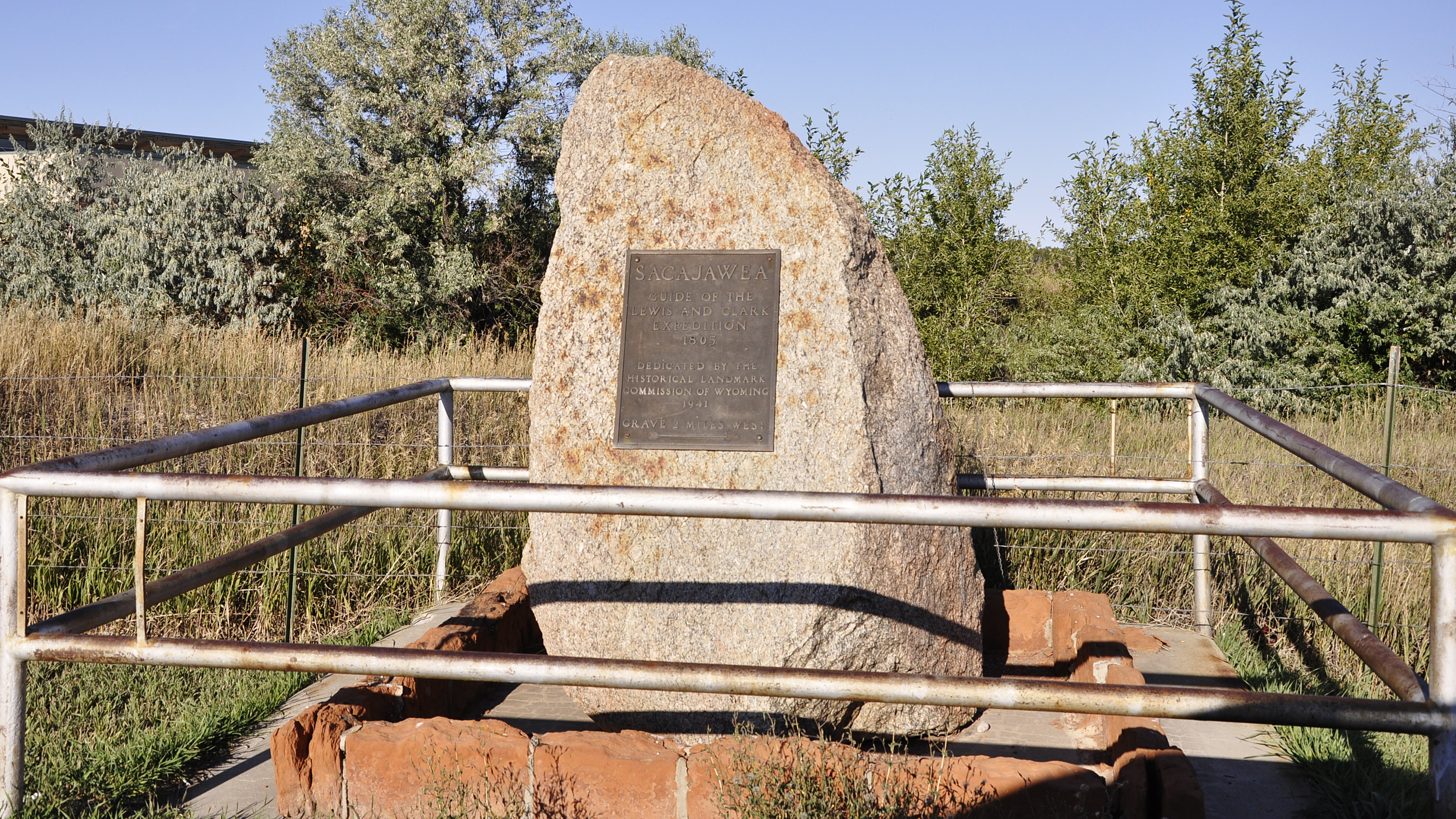
Monument voor Sacagawea

## Demografie
Bij de volkstelling in 2000 werd het aantal inwoners vastgesteld op 1477.

## Geografie
Volgens het United States Census Bureau beslaat de plaats een oppervlakte van
54,2 km², geheel bestaande uit land.

## Plaatsen in de nabije omgeving
De onderstaande figuur toont nabijgelegen plaatsen in een straal van 60 km rond Fort Washakie.